# Зигифрид от Каноса
Зигифрид от Каноса или Зигифредо I от Каноса (на италиански: Sigifredo; на немски: Siegfried, fl.: 940) е лангобардски граф от 10 век, господар на замъка Каноса, de comitatu Lucensi, господар в Графство Лука в Тоскана и първият известен по име прародител на графовете на Каноса, наричани фамилия Дом Каноса.

## Биография
Зигифрид се заселва в Лука и през 940 г. притежава и контролира големи територии в Ломбардия. Той построява заедно със синовете си замъка Каноса в Апенините, на 18 км югозападно от Реджо нел'Емилия (Италия).

## Фамилия
Той се жени и има децата:
- Зигифредо II († след 972), ∞ Баратина
- дъщеря, ∞ Валинго от Кандия
- Адалберт Ато († между 981 и 991), ∞ Хилдегарда († 982)
- Джерардо († след 998), ∞ Гибертина от Парма